# Hyphoraia curialis
Hyphoraia curialis là một loài bướm đêm thuộc phân họ Arctiinae, họ Erebidae.